# Rudolf Brestel
Rudolf Brestel (16. května 1816 Vídeň – 3. nebo 4. března 1881 Vídeň), byl rakousko-uherský, respektive předlitavský politik, v letech 1867–1870 ministr financí Předlitavska.

## Biografie
Získal doktorát z filozofie. V letech 1836–1840 pracoval jako asistent na Vídeňské univerzitě. Od roku 1844 vyučoval matematiku na Vídeňské univerzitě. Během revolučního roku 1848 se začal politicky angažovat. Ve volbách roku 1848 byl zvolen na rakouský ústavodárný Říšský sněm. Zastupoval volební obvod Vídeň-Rossau v Dolních Rakousích. Uvádí se jako doktor na Vídeňské univerzitě. Patřil ke sněmovní levici. Během zasedání sněmu ve Vídni, později i v Kroměříži, patřil mezi jeho výrazné členy. Po potlačení revoluce se vrátil k akademické dráze. Historik Otto Urban ale uvádí, že byl zbaven profesury. V roce 1856 se stal tajemníkem nově ustavené banky Creditanstalt.
Do politiky se zapojil opětovně v 60. letech 19. století. Od roku 1869 zasedal na Dolnorakouském zemském sněmu a v období let 1864–1881 byl i poslancem Říšské rady. Zasedl do ní poprvé roku 1864 a pak setrval ve všech následujících funkčních obdobích. Mandát v Říšské radě získal i v prvních přímých volbách do Říšské rady roku 1873 a následných volbách do Říšské rady roku 1879. Poslancem zůstal až do své smrti.
Po rakousko-uherském vyrovnání se objevil 30. prosince 1867 jako člen vlády Karla von Auersperga na pozici ministra financí Předlitavska. Portfolio si udržel i v následné vládě Leopolda Hasnera, do 12. dubna 1870. Jako ministr se podílel na sanaci veřejných financí (snížení schodku běžného rozpočtu na 3–4 miliony zlatých).
Ve vládě sympatizoval s centralisticky orientovanou rakouskoněmeckou většinou (odpůrci větších pravomocí historických zemí a českých autonomistických aspirací). Podobně jako Karl Giskra nebo Ignaz von Plener patřil mezi německé liberály měšťanského původu (tzv. Ústavní strana). Na Říšské radě se v říjnu 1879 uvádí jako člen staroněmeckého Klubu liberálů (Club der Liberalen).